# Wappen Kubas
Das Wappen der Republik Kuba wurde am 24. April 1906 eingeführt.

## Beschreibung
Das goldgerahmte Wappen ist unter dem geteilten Schildhaupt gespalten.
Es besteht aus folgenden Elementen:
1. Im oberen Schildteil befindet sich, eingerahmt zwischen zwei Küstenstreifen, ein goldener, mit dem Bart nach heraldisch rechts (vom Betrachter aus nach links) zeigender Schlüssel im blauen Meer. Er symbolisiert die Schlüsselposition Kubas zwischen den zwei Amerikas (Nord- und Südamerika). Kuba wird auch la clave del caribe (der Schlüssel der Karibik) genannt. Der Schlüssel steht auch im Wappen der Hauptstadt Havanna. Die darüber befindliche aufgehende und golden strahlende Sonne symbolisiert die Entstehung der neuen Nation.
2. Vorn unten sind drei blaue Schrägbalken, getrennt durch zwei silberne. Sie stellen die Verwaltungsbezirke dar, in die Kuba während der spanischen Kolonialzeit aufgeteilt war (West-, Mittel- und Ostkuba).
3. Unten hinten ist eine Königspalme (Palma Real) zu sehen, die inmitten einer kubanischen Landschaft steht. Sie soll die mächtige Natur, den Edelmut und die Standhaftigkeit der Kubaner darstellen.

Das Wappen wird begleitet von einem Olivenzweig heraldisch links und einem Zweig der Steineiche rechts, Symbole des Sieges und der Festigkeit.
Der Wappenschild ist befestigt an einem Rutenbündel, auf dem eine rote Jakobinermütze sitzt, Symbole der Republik. Die Mütze trägt einen einzelnen goldenen Stern als Symbol einer einzigen und unteilbaren Nation.